# Ve (versmått)
Huvudartikel: Vietnamesisk poesi.
Vè är ett vietnamesiskt versmått som främst använts i satiriska dikter.
Vè består av par av versrader. Raderna inom varje par har lika många stavelser, men stavelseantalet kan variera mellan paren. Oftast är antalet stavelser fyra i alla rader, men det kan variera mellan fyra och åtta. Varje rad uppfattas som sammansatt av versfötter på två eller tre stavelser, och bägge raderna måste ha samma versfotsindelning. Detta har betydelse för tonschemat.
De två raderna i ett verspar behöver inte vara parallella, men det anses vara bra om några av paren uppvisar parallellism i varje fall delvis.
Rimmet utgörs av att den sista stavelsen i den andra raden i ett par rimmar med den sista stavelsen i nästa verspars första rad. Vartannat rim har jämn ton, vartannat rim sned. Rimschemat är alltså
(1) xxxa
(2) xxxb
(3) xxxb
(4) xxxc
(5) xxxc
(6) xxxd
...
där b och d har jämn ton, a och c sned.
Tonschemat i vè reglerar tonen i den sista stavelsen i varje versfot. Versfötterna i en rad ska sluta på omväxlande jämn och sned ton, vilket innebär att de två raderna i ett verspar kommer att ha rakt motsatt tonväxling, eftersom deras slutstavelse har olika ton. Se exemplet.

## Exempel på vè
Exemplet är ett utdrag ur Vè con ve. Rimorden med fetstil.
(1) Lại truyền ra khắp hết bốn phương,
(2) Đem bảng dán chư châu thiên hạ.
(3) Gái nào đành dạ,
(4) Mà giết đặng chồng.
(5) Chém lấy đầu đem nạp bệ rồng,
(6) Vua phong chức Hoàng Tôn quận chúa.
Må detta dekret spridas i de fyra väderstrecken!
Må denna skylt klistras upp över hela världen!
Om en lättfärdig kvinna
skulle lyckas ha ihjäl sin man,
skära av hans huvud och visa upp det inför tronen,
då skall kungen göra henne till prinsessa.

Tonschemat i utdraget är (de viktiga positionerna med fetstil; j betecknar jämn ton, s betecknar sned ton):
(1) s j j s s s j
(2) j s s j j j s
(3) s j j s
(4) j s s j
(5) s s j j s s j
(6) j j s j j s s